# Mihaela Cârstoi
Corina-Mihaela Cârstoi (* 16. März 1971 in Predeal) ist eine ehemalige rumänische Biathletin und Skilangläuferin.
Mihaela Cârstoi war zunächst als Skilangläuferin aktiv. Schon im Alter von 17 Jahren nahm sie 1988 in Calgary erstmals an Olympischen Winterspielen teil. Über 5 Kilometer wurde sie 51., über 20 Kilometer 48. Zudem erreichte sie mit Ileana Ianoșiu-Hangan, Adina Țuțulan-Șotropa und Rodica Drăguș im Staffelrennen den 12. Platz. Nachdem Biathlon zum olympischen Sport wurde, wechselte die Rumänin zu der Sportart und nahm 1990 erstmals in Minsk und Oslo an den Weltmeisterschaften teil, wo sie 32. des Einzels wurde. Ein Jahr später kam in Lahti Platz 41 im Sprint und 42 im Einzel hinzu. 1992 nahm die Rumänin in Albertville an den erstmals ausgetragenen olympischen Biathlon-Wettbewerben für Frauen teil. Im Sprint wurde Cârstoi 55., im Einzel 51. und an der Seite von Adina Țuțulan-Șotropa und Ileana Ianoșiu-Hangan, die ebenfalls von Skilanglauf zum Biathlonsport gewechselt waren, Staffelzehnte. Im zwischenolympischen Jahr folgten die Weltmeisterschaften 1993 in Borowetz, wo Cârstoi 71. des Einzels und mit Daniela Gârbacea, Monica Jauca, Adina Țuțulan-Șotropa Elfte des Staffelwettbewerbs wurde. Letztes Großereignis wurden die Olympischen Winterspiele 1994 in Lillehammer. Cârstoi erreichte im Einzel den 63. Platz und wurde mit Adina Țuțulan-Șotropa, Ana Roman und Ileana Ianoșiu-Hangan 16. mit der Staffel.
Bis 1995 nahm Cârstoi regelmäßig an Rennen des Weltcups teil, Platzierungen in den Punkterängen wie als 22. bei einem Einzel 1993 in Antholz blieben die Ausnahme. 1995 beendete sie ihre Karriere.

## Biathlon-Weltcup-Platzierungen
Die Tabelle zeigt alle Platzierungen (je nach Austragungsjahr einschließlich Olympische Spiele und Weltmeisterschaften).
- 1.–3. Platz: Anzahl der Podiumsplatzierungen
- Top 10: Anzahl der Platzierungen unter den ersten zehn (einschließlich Podium)
- Punkteränge: Anzahl der Platzierungen innerhalb der Punkteränge (einschließlich Podium und Top 10)
- Starts: Anzahl gelaufener Rennen in der jeweiligen Disziplin
- Staffel: inklusive Mixed-Staffel

| Platzierung                                                                                          | Einzel | Sprint | Verfolgung | Massenstart | Team | Staffel | Gesamt |
| --- | ------ | ------ | ---------- | ----------- | ---- | ------- | ------ |
| 1. Platz                                                                                             |        |        |            |             |      |         |        |
| 2. Platz                                                                                             |        |        |            |             |      |         |        |
| 3. Platz                                                                                             |        |        |            |             |      |         |        |
| Top 10                                                                                               |        |        |            |             |      | 1       | 1      |
| Punkteränge                                                                                          | 1      |        |            |             | 1    | 2       | 4      |
| Starts                                                                                               | 14     | 11     |            |             | 1    | 2       | 28     |
| Stand: Karriereende, einschließlich Olympischer Spiele und Weltmeisterschaften, Daten nicht komplett |        |        |            |             |      |         |        |